# Atletica leggera ai Giochi della XXXII Olimpiade - 1500 metri piani maschili

Video della Finale

Ai Giochi della XXXII Olimpiade la competizione dei 1500 metri piani maschili si è svolta dal 3 al 7 agosto 2021 presso lo Stadio nazionale di Tokyo.

## Presenze ed assenze dei campioni in carica
| Competizione         | Atleta             | Prestazione | Tokyo 2020 |
| -------------------- | ------------------ | ----------- | ---------- |
| Olimpiadi 2016       | Matthew Centrowitz | 3'50"00     | Presente   |
| Commonwealth 2018    | Elijah Manangoi    | 3'34"78     | Non selez. |
| Europei 2018         | Jakob Ingebrigtsen | 3'38”10     | Presente   |
| Africani 2019        | George Manangoi    | 3'38”27     | Non selez. |
| Mondiali 2019        | Timothy Cheruiyot  | 3'29”26     | Presente   |
|                      |                    |             |            |
| Mondiali junior 2018 | George Manangoi    | 3'41”71     | Non selez. |

Graduatoria mondiale
In base alla classifica della Federazione mondiale, i migliori atleti iscritti alla gara erano i seguenti:
| Pos. | Atleta             | Punti | Note |
| ---- | ------------------ | ----- | ---- |
| 1    | Timothy Cheruiyot  | 1491  |      |
| 2    | Jakob Ingebrigtsen | 1426  |      |
| 3    | Marcin Lewandowski | 1382  |      |

## La gara
L'astro nascente del mezzofondo mondiale, il giovane norvegese (non ha ancora 21 anni) Jakob Ingebrigtsen, ha scelto di gareggiare solamente in questa gara invece di doppiare 1500-5000.
Tutti i migliori passano le batterie. Marcin Lewandowski, titolato atleta polacco, arriva ultimo ma viene ripescato per decisione dei giudici.

Nelle due semifinali i ritmi sono altissimi. Nella prima prevale il britannico Wightman con 3'33”48; nella seconda vince il kenyota Kipsang con 3'31”65, il miglior tempo mondiale per un turno preliminare nella specialità. In totale, 20 su 26 corrono in meno di 3'36”.
Per fare un paragone: a Londra 2012 si vinse con il tempo di 3'34”08, a Tokyo con 3'33”59 non ci si qualifica per la finale (l'autore di questo tempo è Abdelatif Satiki del Marocco). Il campione in carica, Matthew Centrowitz, è eliminato con 3'33”69. I due sfortunati atleti possono consolarsi poiché hanno stabilito i due migliori tempi in assoluto per gli atleti non qualificati a una finale mondiale.
Marcin Lewandowski si è accorto di non tenere il ritmo di gara e si è ritirato.
Finale. Ingebrigtsen sa che, se non terrà un ritmo altissimo, lascerà la vittoria a Timothy Cheruiyot. Così si pone in testa al gruppo dopo appena 200 metri. Ai 400 metri il passaggio è decisamente veloce: 56”2. Cheruiyot capisce le sue intenzioni e, per rovinargli i piani, si pone lui stesso alla testa della corsa. Il passaggio agli 800 m è in 1'51”76. Terzo è l'australiano McSweyn. Il secondo kenyota, Kipsang, perde il contatto con il trio di testa. Il ritmo è quello delle gare da meeting: 2'34” a 400 metri dalla fine. 

Ultimo giro: McSweyn si stacca e viene ripreso da Kipsang, il quale non si accorge che dietro di lui sta sopravvenendo il britannico Kerr. Ingebrigtsen, che sta marcando stretto  Cheruiyot da più di metà gara, si accorge che la corsa del kenyota è leggermente appesantita. Lo supera all'esterno durante l'ultima curva e in grande spinta s'invola solitario verso il traguardo.
Kipsang viene attaccato e superato da Kerr, che agguanta la medaglia di Bronzo.
Ingebrigtsen ha corso gli ultimi 200 metri in 27”1, nonostante si sia voltato indietro una volta. Sei atleti tra i primi otto (tra cui il vincitore) hanno stabilito il primato personale. 

## Risultati

### Batterie
I primi sei atleti di ogni batteria (Q) e i successivi sei atleti più veloci (q) si qualificano alla finale.

#### Batteria 1
| Posizione | Atleta             | Nazionalità   | Tempo   | Note                          |
| --------- | ------------------ | ------------- | ------- | ----------------------------- |
| 1         | Ismael Debjani     | Belgio        | 3'36"00 | Q                             |
| 2         | Timothy Cheruiyot  | Kenya         | 3'36"01 | Q                             |
| 3         | Oliver Hoare       | Australia     | 3'36"09 | Q                             |
| 4         | Cole Hocker        | Stati Uniti   | 3'36"16 | Q                             |
| 5         | Abdelatif Satiki   | Marocco       | 3'36"23 | Q                             |
| 6         | Michal Rozmys      | Polonia       | 3'36"28 | Q                             |
| 7         | Josh Kerr          | Gran Bretagna | 3'36"29 | q                             |
| 8         | Ignacio Fontes     | Spagna        | 3'36"95 | q                             |
| 9         | Samuel Tefera      | Etiopia       | 3'37"78 |                               |
| 10        | Filip Ingebrigtsen | Norvegia      | 3'38"02 |                               |
| 11        | Amos Bartelsmeyer  | Germania      | 3'38"36 |                               |
| 12        | Istvan Szogi       | Ungheria      | 3'38"79 |                               |
| 13        | Abraham Guem       | Sudan del Sud | 3'40"86 | Miglior prestazione personale |
| 14        | Alexis Miellet     | Francia       | 3'41"23 |                               |
| 15        | Adam Ali Musab     | Qatar         | 3'42"55 |                               |
| 16        | Felisberto De Deus | Timor Est     | 3'51"03 | Record nazionale              |

#### Batteria 2
| Posizione | Atleta                  | Nazionalità        | Tempo   | Note                          |
| --------- | ----------------------- | ------------------ | ------- | ----------------------------- |
| 1         | Abel Kipsang            | Kenya              | 3'40"68 | Q                             |
| 2         | Matthew Centrowitz      | Stati Uniti        | 3'41"12 | Q                             |
| 3         | Jake Wightman           | Gran Bretagna      | 3'41"18 | Q                             |
| 4         | Azeddine Habz           | Francia            | 3'41"24 | Q                             |
| 5         | Samuel Zeleke           | Etiopia            | 3'41"63 | Q                             |
| 6         | Charles Grethen         | Lussemburgo        | 3'41"90 | Q                             |
| 7         | Jye Edwards             | Australia          | 3'42"62 |                               |
| 8         | Sadik Mikhou            | Bahrein            | 3'42"87 |                               |
| 9         | Samuel Tanner           | Nuova Zelanda      | 3'43"22 |                               |
| 10        | Ali Idow Hassan         | Somalia            | 3'43"96 | Miglior prestazione personale |
| 11        | Anass Essayi            | Marocco            | 3'45"92 |                               |
| 12        | Jesús Gómez             | Spagna             | 3'47"27 | qA                            |
| 13        | Thiago Andre            | Brasile            | 3'47"71 |                               |
| 14        | Benjamín Enzema         | Guinea Equatoriale | 3'48"17 |                               |
| 15        | Marcin Lewandowski      | Polonia            | 4'43"96 | qA                            |
|           | Abdirahman Saeed Hassan | Qatar              |         | dnf                           |

#### Batteria 3
| Posizione | Atleta                 | Nazionalità               | Tempo   | Note                                     |
| --------- | ---------------------- | ------------------------- | ------- | ---------------------------------------- |
| 1         | Jake Heyward           | Gran Bretagna             | 3'36"14 | Q                                        |
| 2         | Teddese Lemi           | Etiopia                   | 3'36"26 | Q                                        |
| 3         | Stewart McSweyn        | Australia                 | 3'36"39 | Q                                        |
| 4         | Jakob Ingebrigtsen     | Norvegia                  | 3'36"49 | Q                                        |
| 5         | Robert Farken          | Germania                  | 3'36"61 | Q                                        |
| 6         | Adel Mechaal           | Spagna                    | 3'36"74 | Q                                        |
| 7         | Nick Willis            | Nuova Zelanda             | 3'36"88 | q                                        |
| 8         | Andrew Coscoran        | Irlanda                   | 3'37"11 | q                                        |
| 9         | Ayanleh Souleiman      | Gibuti                    | 3'37"25 | q                                        |
| 10        | Charles Cheboi Simotwo | Kenya                     | 3'37"26 | q                                        |
| 11        | Baptiste Mischler      | Francia                   | 3'37"53 |                                          |
| 12        | Kalle Berglund         | Svezia                    | 3'49"43 |                                          |
| 13        | Paulo Amotun Lokoro    | Atleti Olimpici Rifugiati | 3'51"78 | Miglior prestazione personale stagionale |
|           | Soufiane el-Bakkali    | Marocco                   |         | dnf                                      |
|           | Ronald Musagala        | Uganda                    |         | dnf                                      |
|           | Yared Nuguse           | Stati Uniti               |         | dns                                      |

### Semifinali
I primi cinque atleti di ogni semifinale (Q) e i successivi due atleti più veloci (q) si qualificano alla finale.

#### Semifinale 1
| Posizione | Atleta                 | Nazionalità   | Tempo   | Note                                     |
| --------- | ---------------------- | ------------- | ------- | ---------------------------------------- |
| 1         | Jake Wightman          | Gran Bretagna | 3'33"48 | Q                                        |
| 2         | Cole Hocker            | Stati Uniti   | 3'33"87 | Q                                        |
| 3         | Timothy Cheruiyot      | Kenya         | 3'33"95 | Q                                        |
| 4         | Oliver Hoare           | Australia     | 3'34"35 | Q                                        |
| 5         | Ignacio Fontes         | Spagna        | 3'34"49 | Q                                        |
| 6         | Charles Cheboi Simotwo | Kenya         | 3'34"61 |                                          |
| 7         | Teddese Lemi           | Etiopia       | 3'34"81 |                                          |
| 8         | Robert Farken          | Germania      | 3'35"21 |                                          |
| 9         | Nick Willis            | Nuova Zelanda | 3'35"41 | Miglior prestazione personale stagionale |
| 10        | Andrew Coscoran        | Irlanda       | 3'35"84 |                                          |
| 11        | Ismael Debjani         | Belgio        | 3'42"18 |                                          |
|           | Marcin Lewandowski     | Polonia       |         | dnf                                      |
|           | Ayanleh Souleiman      | Gibuti        |         | dnf                                      |

#### Semifinale 2
| Posizione | Atleta             | Nazionalità   | Tempo   | Note                                     |
| --------- | ------------------ | ------------- | ------- | ---------------------------------------- |
| 1         | Abel Kipsang       | Kenya         | 3'31"65 | Q                                        |
| 2         | Jakob Ingebrigtsen | Norvegia      | 3'32"13 | Q                                        |
| 3         | Josh Kerr          | Gran Bretagna | 3'32"18 | Q                                        |
| 4         | Adel Mechaal       | Spagna        | 3'32"19 | Q                                        |
| 5         | Stewart McSweyn    | Australia     | 3'32"54 | Q                                        |
| 6         | Jake Heyward       | Gran Bretagna | 3'32"82 | q                                        |
| 7         | Charles Grethen    | Lussemburgo   | 3'32"86 | q                                        |
| 8         | Abdelatif Satiki   | Marocco       | 3'33"59 | Miglior prestazione personale            |
| 9         | Matthew Centrowitz | Stati Uniti   | 3'33"69 | Miglior prestazione personale stagionale |
| 10        | Azeddine Habz      | Francia       | 3'35"12 |                                          |
| 11        | Samuel Zeleke      | Etiopia       | 3'37"66 |                                          |
| 12        | Jesús Gómez        | Spagna        | 3'44"46 |                                          |
| 13        | Michal Rozmys      | Polonia       | 3'54"53 | qA                                       |

### Finale
| Record mondiale      | Hicham El Guerrouj | 3'26"00 | Roma        | 14 luglio 1998    |
| Record olimpico      | Noah Ngeny         | 3'32"07 | Sydney      | 29 settembre 2000 |
| Capolista stagionale | Timothy Cheruiyot  | 3'28"28 | Monte Carlo | 9 luglio 2021     |

Sabato 7 agosto, ore 18:50
| Posizione | Atleta             | Nazionalità   | Tempo   | Note                          |
| --------- | ------------------ | ------------- | ------- | ----------------------------- |
|           | Jakob Ingebrigtsen | Norvegia      | 3'28"32 | [ 4 ]                         |
|           | Timothy Cheruiyot  | Kenya         | 3'29"01 |                               |
|           | Josh Kerr          | Gran Bretagna | 3'29"05 | Miglior prestazione personale |
| 4         | Abel Kipsang       | Kenya         | 3'29"56 | Miglior prestazione personale |
| 5         | Adel Mechaal       | Spagna        | 3'30"77 | Miglior prestazione personale |
| 6         | Cole Hocker        | Stati Uniti   | 3'31"40 | Miglior prestazione personale |
| 7         | Stewart McSweyn    | Australia     | 3'31"91 |                               |
| 8         | Michał Rozmys      | Polonia       | 3'32"67 | Miglior prestazione personale |
| 9         | Jake Heyward       | Gran Bretagna | 3'34"43 |                               |
| 10        | Jake Wightman      | Gran Bretagna | 3'35"09 |                               |
| 11        | Oliver Hoare       | Australia     | 3'35"79 |                               |
| 12        | Charles Grethen    | Lussemburgo   | 3'36"80 |                               |
| 13        | Ignacio Fontes     | Spagna        | 3'38"56 |                               |